# Наклейка

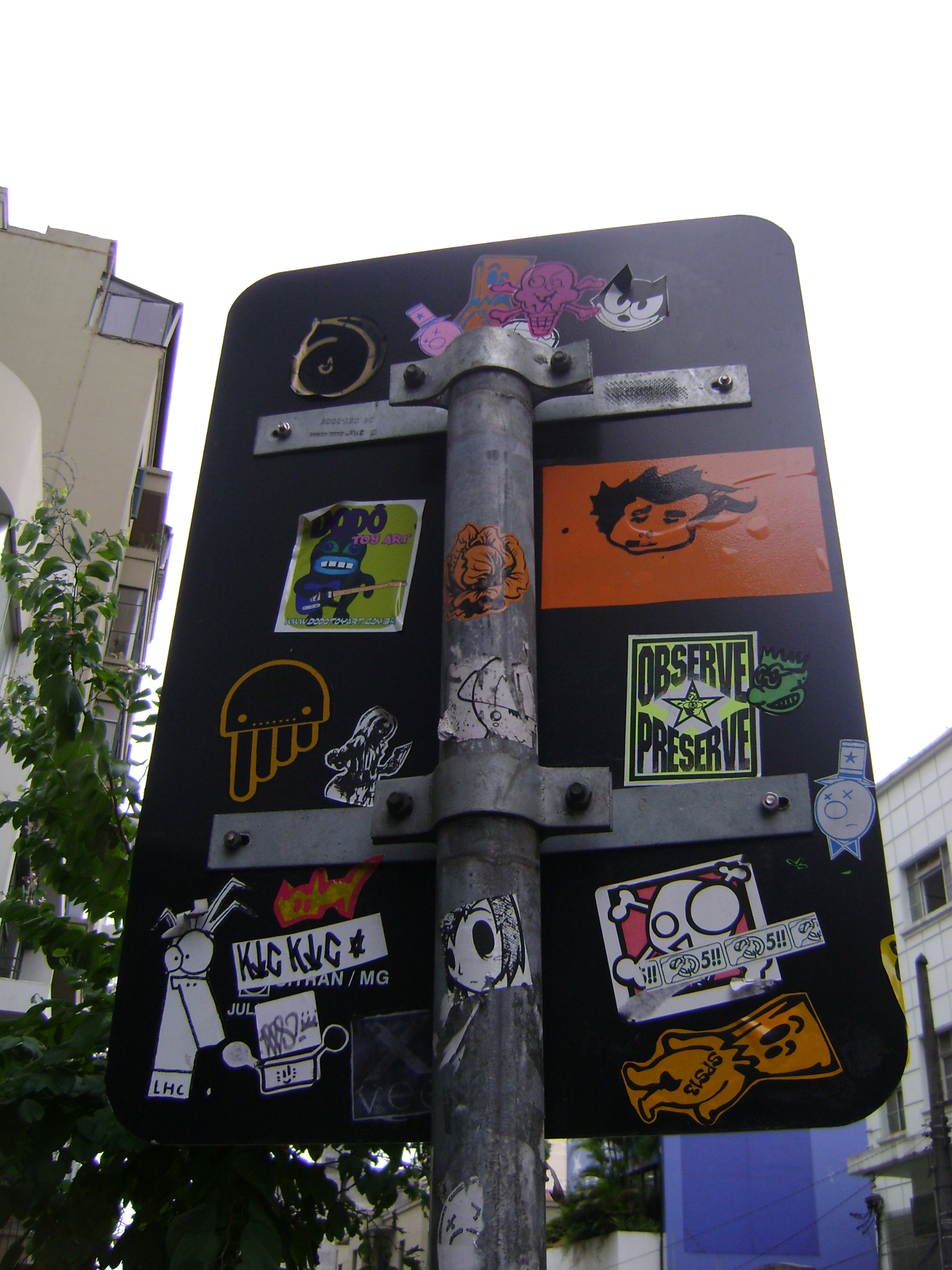
Наклейки на знаке в Сан-Паулу, Бразилия.

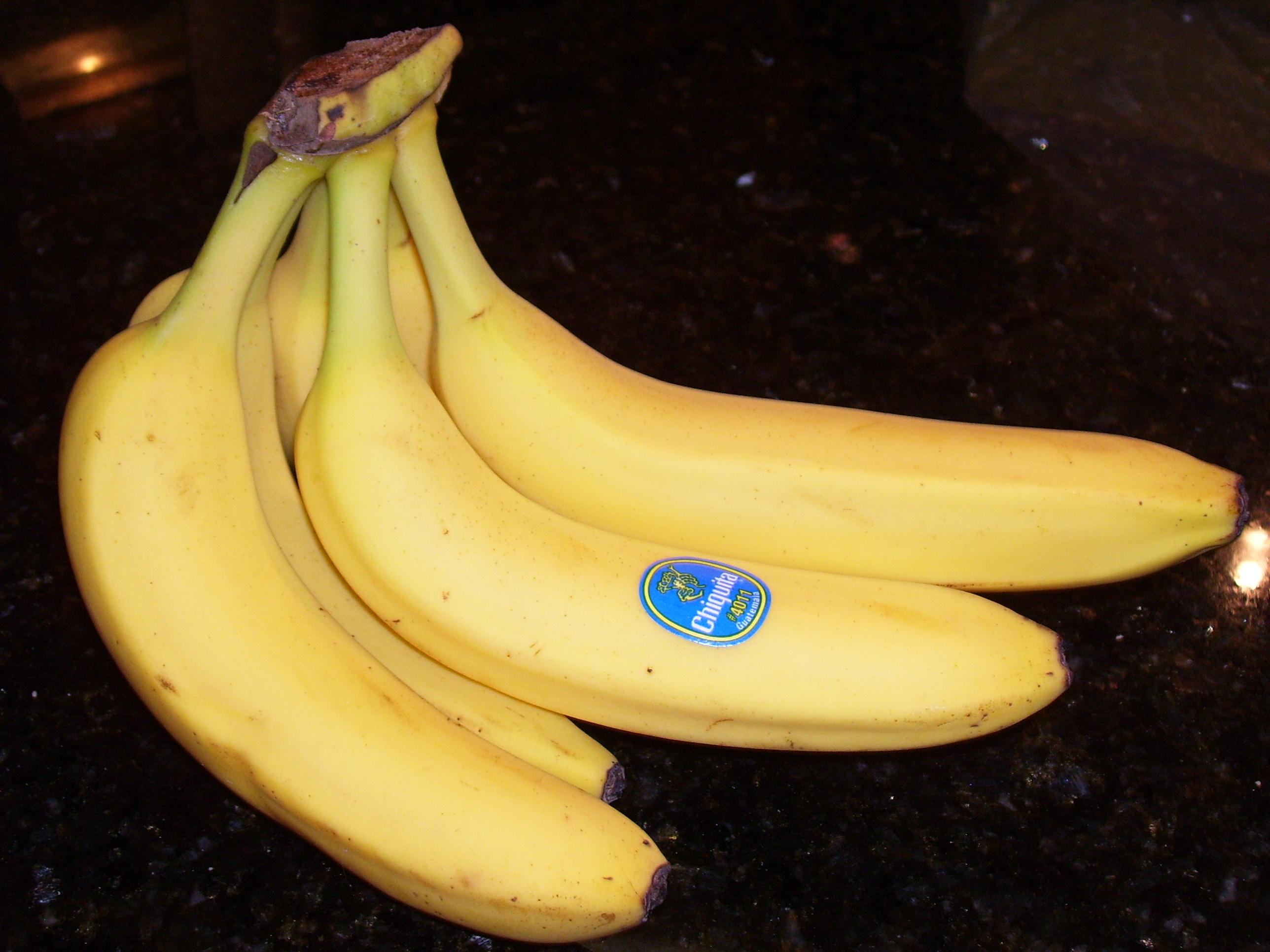
Торговая наклейка.

Наклейка представляет собой тип бумаги или пластика, липкий с одной стороны, и, как правило, с дизайном, с другой.
Используется для украшения, в зависимости от ситуации. Наклейка — это наклеенная на что-нибудь бумажка, этикетка, а также вообще то, что наклеено на что-нибудь. Наклейки бывают самых различных форм, размеров и цветов, и наклеиваются на такие вещи, как коробки для завтрака, в детских комнатах, на бумагу, шкафы, ноутбуки и так далее.

## История
Наклейка — одна из малых форм напоминающей рекламы; производится полиграфически или методом шелкографии, обычно на самоклеящейся основе. Материал, из которого изготавливается наклейка, может быть самым разнообразным: бумага (различных сортов и плотностей), пластик, плёнка. Самым распространённым материалом при изготовлении наклейки является бумага. Использование плёнки при изготовлении наклейки обуславливается более жёсткими условиями эксплуатации. Виды наклеек — аппликация, голограмма, стикер, этикетка, ярлык.
Некоторые люди коллекционируют торговые наклейки (этикетка). Существует огромное количество коллекционных наклеек, которые изготавливаются на различные тематики, такие, как спорт, мультипликационные фильмы, герои комиксов и так далее.

## Виды
1. Простые наклейки, которые изготавливаются небольшими тиражами и наклеиваются вручную. Печатаются в универсальных типографиях.

2. Виниловые наклейки на плёнке из поливинилхлорида (ПВХ) любого цвета или полноцветные, в рулонах или контурные, с глянцевой или матовой поверхностью. Используют для автомобилей, в быту — для мебели, оформления интерьера и так далее. Дополнительно могут ламинироваться для защиты цветной поверхности или рисунка от истирания.

3. Самоклеящиеся этикетки, изготавливаются крупными тиражами в специализированных типографиях и наклеиваются с помощью специальных автоматизированных приспособлений. Производят их в виде больших рулонов, которые находятся в автомате.
Для печати наклеек используются типографские краски. Также можно использовать обычные струйные или лазерные принтеры — при доступности метода основными ограничениями являются применяемые материалы и ограничение эксплуатации подобных наклеек.